# Понимай (рассказ)
«Понимай» (англ. Understand) — научно-фантастический рассказ американского писателя Теда Чана, опубликованный в 1991 году. Этот рассказ номинировался на премии «Хьюго» и «Локус» в 1992 году, и именно за него Тед Чан как лучший автор 1992 года получил приз читательских симпатий журнала Asimov’s Science Fiction.

## Сюжет
Леон Греко — голографист, после практически необратимой травмы мозга получает лечение экспериментальным гормоном «К». Его интеллектуальные способности растут. Нейролог клиники доктор Ши предлагает Леону участвовать в исследовании этого эффекта. Греко соглашается. Следующая доза усиливает интеллект до уровня, позволяющего Греко вовремя избежать ловушки ЦРУ и превращения в подопытного кролика. Используя взлом компьютерных сетей, Леон сбегает из клиники и прячется от ЦРУ и полиции. Он накапливает деньги, играя на бирже, и какое-то время живёт, наслаждаясь эстетикой процесса познания. Однако по мере этого он натыкается на некоторые пределы своего нового состояния и принимает решение о ещё одной инъекции.
Украв гормон «К» и закупив оборудование, он осуществляет свой план. И вот он уже знает, как устроены эти самые мысли, которые он мыслит. Это рекурсивное самопознание открывает Греко огромный мир истины, в котором, казалось бы, уже не может быть для Греко препятствий… Но это не так. Оказывается, что он не единственный, и что его предшественник Рейнольдс не только немного раньше сбежал из под контроля, но и достиг совершенно иных результатов. И предлагает встретиться.
Они встречаются и оба окончательно понимают и признают, что они соперники, один должен уничтожить другого. Так как Леон добивается исключительно личного самопознания, и обычные люди и их социум — незначительная помеха на этом пути, не более. Влияние же его на этот мир для него будет неизбежным следствием его процесса самопознания и познания мира. А Рейнольдс хочет менять мир, и все кто «сверх» нормальных и не будут работать с ним вместе — ему неизбежно помешают и будут уничтожены. Прочими же он сможет манипулировать.
В дальнейшем столкновении Леон растворяется, оказавшись более уязвимым из-за своей ограниченности процессом самопознания и из-за того, что Рейнольдс предпринял много подготовительных действий к этой встрече.
А Слово, вынесенное в заглавие рассказа, и обозначенное им действие служит «спусковым крючком» механизма саморазрушения, собираемого в личности Леона из частей тех самых подготовительных действий, сделанных Рейнольдсом

## Трансляция на радио и киноверсия
Этот рассказ был записан Рашаном Стоуном и транслирован на BBC Radio 7 в виде цикла из четырёх частей.
В 2014 году Fox приобрела научно-фантастический сценарий Эрика Хейссерера, основанный на рассказе Теда Чанга.

## Награды
- 1992 год — Asimov’s Science Fiction, Премия читателей журнала «Азимов»[4].

## Переводы на русский
- Под названием «Понимай» М. Левин — 6 изданий[1]
- Под названием «Понимание» В. Двинина, 2007 — 1 издание[1]